# Yenicami Ağdelen SK
Yenicami Ağdelen SK is een voetbalclub uit Lefkoşa (Nicosia) in de Turkse Republiek Noord-Cyprus.
De club speelt haar thuiswedstrijden in het Atatürk Stadion. De clubkleuren zijn zwart en wit.

## Erelijst
- Landskampioen: 1971, 1973, 1974, 1976, 1984, 2014, 2015, 2017, 2018
- Turks-Cypriotische beker: 1962, 1973, 1974, 1989, 2003

Alsancak · Baf Ülkü Yurdu · Binatlı · Cihangir · Çetinkaya · Doğan Türk Birliği · Düzkaya Kültür Ocağı · Gençlik Gücü · Göçmenköy İdman Yurdu · Gönyeli · Hamitköy · Küçük Kaymaklı · Lefke · Mağusa Türk Gücü · Türk Ocağı · Yenicami